# Turma do Estácio
Turma do Estácio (litt. Bande d'Estácio) est un ancien groupe de danseurs de samba qui fréquentaient les cercles de samba de Rio de Janeiro depuis la fin des années 1920.
Il est considéré comme le berceau de la samba de Rio par excellence, celle pour laquelle elle est actuellement connue et célébrée, non seulement à Rio de Janeiro, mais aussi dans différentes régions du Brésil et même du monde,.
Cette samba s'impose rapidement comme la samba carioca et marquera l'histoire de ce genre en apportant une cadence différente de la samba bahianaise apportée à Rio de Janeiro par les Tias Baianas et du style quelque peu amaxixado qui émerge de l'enregistrement de Pelo telefone et des sambas de partido-alto généralement produites dans les arrières-cours des Tias Baianas. La bande d'Estácio a imposé une samba plus rythmée, composée d'instruments tels que des surdos, des tamborims et des cuícas, auxquels s'ajoutent des pandeiros et des chocalhos.
En 1928, Ismael Silva, Alcebíades Barcelos, Mestre Marçal (pt), Buci Moreira (pt), Baiaco (pt), Brancura, Mano Rubem et Mano Edgar fondent dans la favela Morro de São Carlos Deixa Falar, qui est considérée comme la première école de samba de l'histoire. Ce groupe fréquente et exécute des cercles de samba dans les bars Apolo et Cumpadre, en remontant le Morro de São Carlos. Ces cercles attirent des gens de tout Rio, y compris des danseurs de samba de Benfica, Madureira, Providência et Gamboa, qui y allaient tard dans la nuit et n'étaient souvent pas tolérés par la police.
Parmi certains des chanteurs de samba qui fréquentaient Turma do Estácio, mais venaient d'autres collines de Rio, se trouvaient de futurs bambas tels que Cartola, Carlos Cachaça et plus tard Nelson Cavaquinho et Geraldo Pereira, Paulo da Portela, Alcides Malandro Histórico (pt), Manaceia (pt), Chico Santana, Molequinho (pt), Aniceto do Império. Ces danseurs de samba sont chargés de créer et de diffuser la « samba-de-morro ».